# Chetostoma interruptum
Chetostoma interruptum är en tvåvingeart som beskrevs av Hardy 1964. Chetostoma interruptum ingår i släktet Chetostoma och familjen borrflugor.
Artens utbredningsområde är Nepal. Inga underarter finns listade i Catalogue of Life.